# 花蓮農場招待所
花蓮農場招待所是一棟位於臺灣花蓮縣壽豐鄉的日式木造建築，該建築修建於1921年，曾為壽糖廠的廠長宿舍，建築面積為258.6平方公尺。戰後宿舍被國民政府接收，成為退輔會花蓮農場招待所。由於蔣介石曾經下榻花蓮農場招待所，使得花蓮農場招待所成為蔣公行館之一。現在花蓮農場招待所被列入花蓮縣文化資產，由花蓮農場自營。

## 周邊
- 立川漁場
- 理想大地